# Sophie Aldred
Sophie Aldred (Greenwich, 20 agosto 1962) è un'attrice britannica.

## Biografia
Nata a Greenwich, ma cresciuta a Blackheath, canta nel coro della St.James's Church. Si laurea in arti drammatiche nel 1983 all'Università di Manchester. In seguito lavora come cantante in diversi locali per uomini. È ricordata maggiormente per il ruolo di Ace, l'ultima compagna della serie classica del Doctor Who.
È stata sposata con l'attore comico Les Dennis. In seguito si sposa il 12 luglio 1997 con l'attore Vince Henderson da cui ha due figli, Adam e William, che spesso recitano a fianco della madre.

## Filmografia
- Doctor Who (1987-1989, 2022)
- Rainbow (1990)
- Melvin & Maureen's Musicagrams (1991)
- More Than a Messiah (1992)
- ZZZap! (1993)
- EastEnders (1993)
- El Nombre (1993)
- Doctor Who: Dimensions in Time (1993)
- Shakedown: Return of the Sontarans (1994)
- P.R.O.B.E.: The Zero Imperative (1994)
- Mindgame (1998)
- Mindgame Trilogy (1999)
- Doctor Who: Death Comes to Time (2001-2002)
- Pure Pinball (2003)
- Shadow Play (2004)
- Noddy in Toyland (2009)
- Dennis & Gnasher (2009-2010)
- Bananas in Pyjamas (2011)
- The Search for Simon (2013)
- Shadow Season (2013)
- The Five(ish) Doctors Reboot (2013)
- Secludio (2014)
- The Sitter (2015)
- Cops and Monsters (2016)